# Monumento a Giuseppe Garibaldi (Prato)
Il monumento a Giuseppe Garibaldi a Prato è un obelisco realizzato alla fine del XIX secolo posto al centro di piazza san Francesco, di fronte alla chiesa omonima.

## Storia
Alla costruzione dell'obelisco parteciparono tutte le forze politiche. Tra i contribuenti al monumento vi fu anche il futuro sindaco che, nel novembre 1889, cambiò il nome della piazza da San Francesco a piazza XX settembre, giudicando quella data non come successo di una prospettiva politica su di un'altra, ma come "punto di raggiungimento delle aspirazioni dell'Eroe" il cui obelisco figurava come centro della piazza, soprattutto come data "compimento della libertà e della definitiva unità tra italiani". Il 16 settembre 1926, l'amministrazione in carica cambiò nuovamente il nome della piazza dell'obelisco a Garibaldi in san Francesco.